# Бабичева, Тансулпан Дагиевна
Тансулпан Дагиевна Бабичева (баш. Таңсулпан Даһи ҡыҙы Бабичева; род. 15 мая 1953, Давлеканово, Башкирская АССР) — советская, российская и башкирская актриса. Народная артистка Российской Федерации (2000). Народная артистка Республики Башкортостан (1994).

## Биография
Состоит в труппе Башкирского академического театра драмы им. М. Гафури (с 1974). Завкафедрой режиссуры и мастерства актёра Уфимской государственной академии искусств им. З. Исмагилова.
В 2005—2006 годах Тансулпан Дагиевна работала художественным руководителем Национального Молодёжного театра РБ.
На сцене Башкирского академического театра драмы поставила спектакли «Дүрт кешелек табын» (1989; «Стол на четверых») Н. Гаитбая, «Ун икенсе төн» (1993; «Двенадцатая ночь») У. Шекспира и др.
Снималась в кино и телефильмах.

## Образование
Уфимский государственный институт искусств (1974; педагог Р. М. Аюпова).

## Роли
- Зубаржат и Шафак («В ночь лунного затмения» М. Карима)
- Айхылу («Лунные вечера Айхылу» И. Абдуллина)
- Илона Альгрен («Женщины Нискавуори» Х. Вуолийоки)
- Акйондоз, Мария Тереза («И судьба — не судьба!», «Помилование» Карима — Р. Исрафилова)
- Гуль («Ненаглядная» М. Садыковой)
- Диляфруз («Четыре жениха Диляфруз» Т. Миннуллина)
- Ольга Прозорова («Три сестры» А. П. Чехова)
- Филумена Мартурано («Женщина, которая не умела плакать» Э. Де Филиппо)
- Хадия Давлетшина («Хадия» Г. Шафикова) и многие другие

### Роли в кино
- «Визит» (короткометражный, реж. Булат Юсупов), 2013 — роль матери Рудольфа Нуреева.
- «Русский роман» / «Russian Romance» — режиссёр Владимир Македонский. Производство: Россия, Словакия, Германия: Infafilm (Мюнхен) / WN Danubius Film (Братислава) / Экран (Останкино), 1993, 2-серийный[2].
- «Всадник на золотом коне»: Гульбика — Режиссёр Василий Журавлёв, киностудия «Мосфильм» , 1980[3].

### Сценография
- «Бабич» (реж. Булат Юсупов), 2017 — соавтор Г. Саламатовой.

## Труды
Ғәмәл. Актёр оҫталығы мәктәбе (1 синыф). Өфө, 2001.

## Награды и звания
- Народная артистка Российской Федерации (2000).
- Народная артистка Республики Башкортостан (1994).
- Заслуженная артистка РСФСР (1991).
- Заслуженная артистка Башкирской АССР (1981).
- В 1981 году Нурия Ирсаева, Тансулпан Бабичева, Загир Валитов, Олег Ханов, Фидан Гафаров удостоились Республиканской премии имени Салавата Юлаева «за исполнение ролей в спектакле „И судьба не судьба“».
- Премия и диплом 4-го Всероссийского фестиваля национальной драматургии и театрального искусства народов СССР (1982).